# Psilocybe semilanceata
Psilocybe semilanceata е вид гъба, която е известна с това, че съдържа няколко психоактивни вещества, включително и псилоцибин. Нарежда се сред гъбите, имащи силен ефект.
Обикновено вирее на влажни места с плодородни почви, среща се най-вече в Европа. Цветът ѝ зависи от влажността. При сух климат гъбата е жълтеникаво-кафява, при по-висока влажност става тъмнокафява.
Най-честите физически промени, които се наблюдават при консумация, са разширяване на зениците, промяна на сърдечния ритъм, гадене, промяна в кръвното налягане. На психично ниво ефектът е различен при всеки един – психоактивните вещества могат да предизвикат еуфория, но не е изключено и да се прояви депресия.